# Lamacoscylus humilis
Lamacoscylus humilis är en skalbaggsart som först beskrevs av Bates 1881.  Lamacoscylus humilis ingår i släktet Lamacoscylus och familjen långhorningar. Inga underarter finns listade i Catalogue of Life.